# Elisabeth Mooij
Elisabeth Mooij, även känd som Elisabeth Ghijben född 1712 i Amsterdam, död där 1759, var en holländsk skådespelare.
Dotter till vintapparen Willem Mooij och Sara Ledeboer. Gift 1731 med ostronhandlaren Robbert Ghijben. Moderlös och möjligen faderlös vid 13 år, tilldelades hon två vårdnadshavare, farbrodern Ernst Ledeboer och sin framrida svåger Stephen Ghijben. 
Hon finns bekräftad som skådespelare 1743, då hon kontrakterades vid Amsterdamse Schouwburg. Vid Anna Maria de Bruyns död 1744 blev hon utnämnd till första aktris och fick i fortsättningen ofta spela huvudroller; hon fick år efter år allt högre recetträttigheter och lön, och tillhörde eliten av skådespelarna. En av hennes bästa roller var som Phaedra av Racines pjäs 17 april 1751. 
Hennes döttrar Cornelia och Maria blev också skådespelare. 1753 utsattes hon för en smädesskrift av diktaren Floris Bontekoning, och hon sades ha sålt sin dotter Cornelia till honom. Hon beskrivs som passionerad och kraftfull, lång och med en maskulin skönhet.